# Bandfahrung
Als Bandfahrung bezeichnet man im Bergbau eine Form der maschinellen Fahrung, zu deren Durchführung die Bergleute die in den Strecken montierten Gurtbandförderer nutzen. Diese Form der Personenbeförderung ist eine Besonderheit, die nur im Bergbau unter Tage zur Anwendung kommt. Die Bandfahrung ist für werksfremde Personen (Besucher) verboten.

## Grundlagen und Geschichte

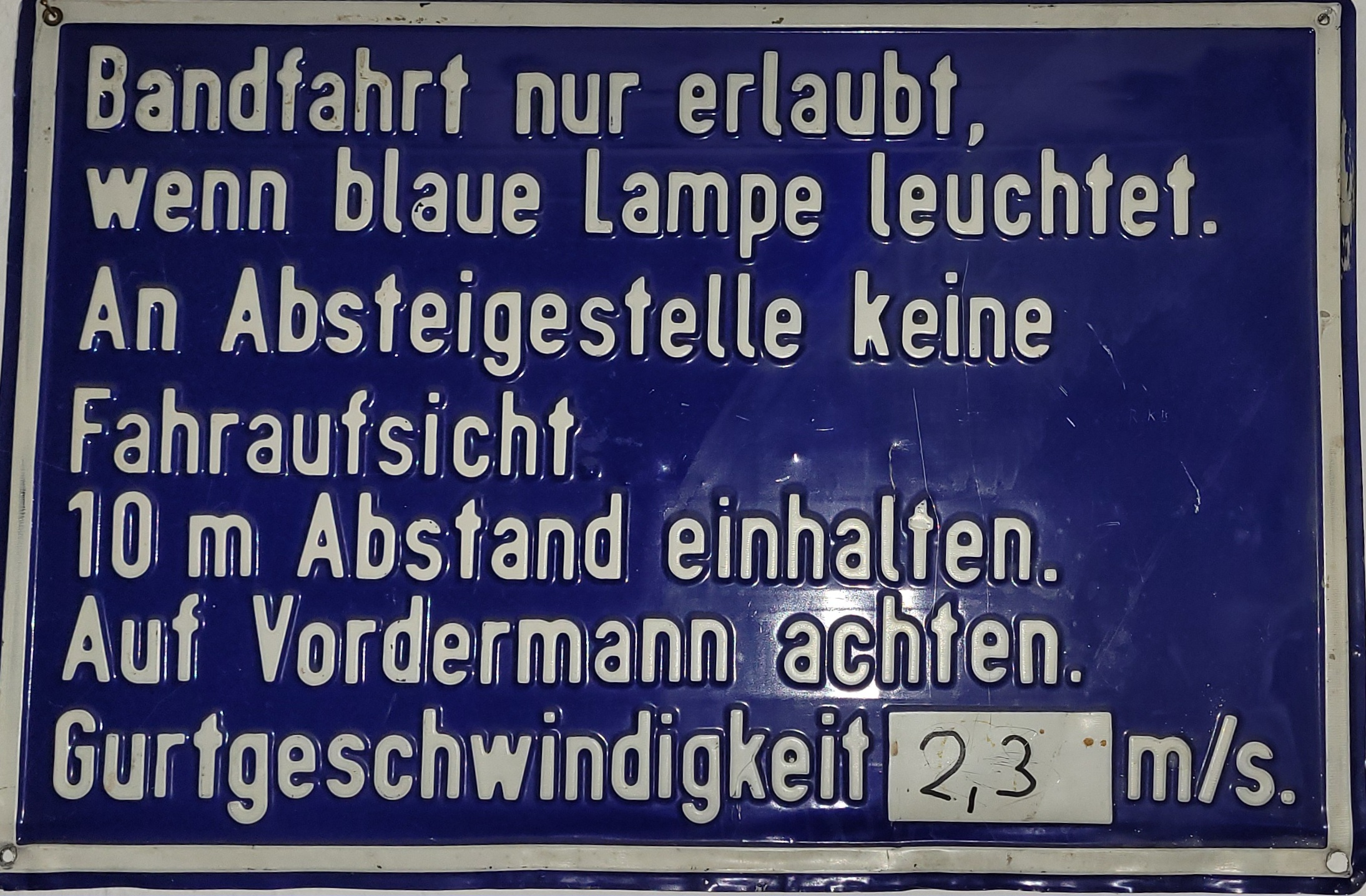
Gebotsschild Bandfahrung

Bei Bergwerken mit großen Grubenfeldern wird die Arbeitszeit vor Ort durch lange Fahrwege erheblich verkürzt. Dieses machte sich bereits in der zweiten Hälfte der 1970er Jahre bemerkbar, da hier auf den Bergwerken die Wege, die der Bergmann bis zu seinem Arbeitsplatz zurücklegen musste, oftmals mehrere Kilometer lang waren. Insbesondere lange Abbaustrecken waren aufgrund des dort herrschenden ungünstigen Grubenklimas eine Belastung bei der nicht-maschinellen Fahrung. Ohne zusätzliche untertägige Personenbeförderungssysteme ist die Bewältigung solch großer Distanzen in einer möglichst kurzen Zeit nicht möglich. Zudem werden durch die langen Fahrwege, wenn der Bergmann sie zu Fuß zurücklegen muss, auch die Leistungsfähigkeit und der Leistungswille der Bergleute gemindert. Dies äußert sich darin, dass die Bergleute vor Aufnahme ihrer Arbeit oftmals eine zusätzliche Pause benötigen. Seit den 1960er Jahren wurde auf mehreren Bergwerken die Bandfahrung eingeführt. Im modernen Bergbau, insbesondere im Steinkohlenbergbau, gehört diese Form der maschinellen Fahrung zum Standard der untertägigen Personenbeförderung.

## Voraussetzungen
Die Bandfahrung darf auf einem Bergwerk nur angewendet werden, wenn hierfür vom zuständigen Bergamt die Erlaubnis erteilt wurde. Um die Bandfahrung durchführen zu können, müssen bestimmte sicherheitstechnische Einrichtungen vorhanden sein, zudem muss der betreffende Gurtbandförderer spezielle Umbauten und Anbauten erhalten. Zunächst einmal muss die Geschwindigkeit des Gurtbandes auf 2,5 Meter pro Sekunde begrenzt werden. Diese Fahrgeschwindigkeit kann in Ausnahmen auch bis zu 3,2 m/s betragen. Werden Gurtbandförderer mit höherer Geschwindigkeit verwendet, müssen diese so ausgestaltet sein, dass die Gurtgeschwindigkeit für die Bandfahrung auf die zulässigen Geschwindigkeiten umgeschaltet werden. Je nach örtlichen Gegebenheiten kann die Bandfahrung sowohl auf dem Obertrum als auch auf dem Untertrum des Gurtbandförderers eingerichtet werden, sodass die Bandfahrung in beide Richtungen erfolgen kann. Damit die Bergleute gefahrlos auf den Gurt auf- und am Ziel wieder absteigen können, müssen in Bandhöhe Plattformen (Bühnen) als Auf- bzw. Abstiegsstellen montiert sein. Diese Bühnen werden in der Regel seitlich neben der Gurtbandkonstruktion oder auch über dem Gurtband montiert, von denen der Bergmann dann über eine Treppe auf- bzw. absteigen kann. Bei Gurtbandförderern, die ausschließlich zur Bandfahrung eingesetzt werden, gibt es auch Vor-Kopf-Abstiege oder Vor-Kopf-Rutschen, über die der Bergmann absteigen kann. Damit die Bergleute am Endanschlag nicht über das Ziel hinausfahren und somit gefährdet werden, müssen hier spezielle Überfahrsicherungen installiert sein. Neben elektronischen Überwachungsschranken, werden mechanische Tore, die bei Überfahrung öffnen und so über die Steuerung den Gurtbandförderer stillsetzen, angebracht. Zudem werden zusätzliche mechanische Sicherungen wie Fangnetze oder Abstreifer an den Enden montiert. Diese sind oftmals auch mit Schaltern verbunden, die ein Stillsetzen des Gurtbandförderers bewirken. Außerdem gibt es noch weitere mechanische Sicherungen wie versenkbare Tragböcke oder versenkbare Flachrollen.

## Durchführung
Der Bergmann betritt den Gurt über den Aufstieg. Die Bandfahrung wird so durchgeführt, dass der Bergmann während der Fahrt stets in Fahrtrichtung schaut. In der Regel erfolgt die Bandfahrung auf dem Band liegend. Bei abwärts gerichteten Strecken wird die Bandfahrung meistens auf dem Gurtband sitzend durchgeführt. Im Bereich der Abstiegstellen verändert der Bergmann seine Position auf dem Gurt und kniet sich auf den Gurt oder stellt sich hin, sodass er den Gurt problemlos über den Abstieg verlassen kann.